# Copestylum belinda
Copestylum belinda är en tvåvingeart som först beskrevs av Hull 1949.  Copestylum belinda ingår i släktet Copestylum och familjen blomflugor. Inga underarter finns listade i Catalogue of Life.